# Boca del Río (Belize)
Boca del Río (dt.: Flussmündung, auch: La Isla Bonita) ist eine Siedlung der Stadt San Pedro auf der Insel Ambergris Caye im Norden des Belize District in Belize.

## Geographie
Boca del Río ist ein Ortsteil von San Pedro in der Nähe des Kanals zwischen dem Südteil der Stadt und dem Ortsteil San Mateo. Die Siedlung besteht aus dem Boca del Rio Drive und kleinen Seitenstraßen.